# Pimenta guatemalensis
Pimenta guatemalensis là một loài thực vật có hoa trong Họ Đào kim nương. Loài này được (Lundell) Lundell miêu tả khoa học đầu tiên năm 1971.